# Lenguaje recursivamente enumerable
En matemáticas, lógica e informática, un lenguaje recursivamente enumerable es un tipo de lenguaje formal que es también llamado parcialmente decidible o Turing-computable. Son conocidos como lenguajes tipo-0 en la Jerarquía de Chomsky.

## Definición
Aunque existen varias definiciones equivalentes, ésta es una de las principales:
1. Un lenguaje recursivamente enumerable es un lenguaje formal para el cual existe una máquina de Turing que acepta y se detiene con cualquier cadena del lenguaje. Pero que puede parar y rechazar, o bien iterar indefinidamente, con una cadena que no pertenece al lenguaje, en contraposición a los lenguajes recursivos en cuyo caso se requiere que la máquina de Turing pare en todos los casos.

Todos los lenguajes regulares, independientes de contexto, dependientes de contexto y recursivos son recursivamente enumerables.

## Propiedades de cierre
Los lenguajes recursivamente enumerables son cerrados con las siguientes operaciones. Esto es, si {\displaystyle L} y {\displaystyle P} son dos lenguajes recursivamente enumerables, entonces los siguientes lenguajes son recursivamente enumerables también:
- el cierre estrella {\displaystyle L^{*}} de {\displaystyle L}
- la concatenación {\displaystyle L\circ P} de {\displaystyle L} y {\displaystyle P}
- la unión {\displaystyle L\cup P} de {\displaystyle L} y {\displaystyle P}
- la intersección {\displaystyle L\cap P} de {\displaystyle L} y {\displaystyle P}

Nótese que los lenguajes recursivamente enumerables no son cerrados con la diferencia ni el complementario.
- {\displaystyle L\setminus P} puede no ser recursivamente enumerable
- {\displaystyle {\bar {L}}} es recursivamente enumerable si y solo si {\displaystyle L} es también recursivo.